# Piddington and Wheeler End
Piddington and Wheeler End est une paroisse civile du Buckinghamshire, en Angleterre.